# Lose Somebody (песня OneRepublic)
 «Lose Somebody»  — песня норвежского диджея Kygo и американской группы OneRepublic. Он был выпущен на Sony Music 15 мая 2020 года как пятый сингл с третьего студийного альбома Kygo Golden Hour. Песня была написана Кирре Горвелл-Даллем, Филиппом Плестедом, Райаном Теддером, Джейкобом Торри, Мортеном Ристорпом, Александром Деликатой и Алисой Вандерхейм. Песня также была включена в роскошное издание пятого студийного альбома OneRepublic Human (2021).

## Участники записи
Кредиты адаптированы из Tidal.
- Кирре Горвелл-Далл — продюсер, композитор, автор текстов, ассоциированный исполнитель
- Александр Деликата — композитор, автор текстов, сопродюсер, гитара
- Алиса Вандерхейм — композитор, автор текстов, сопродюсер
- Джейкоб Торри — композитор, автор текстов
- Мортен Ристорп — композитор, автор текстов, сопродюсер, фортепиано
- Филипп Плестед — композитор, автор текстов
- Райан Теддер — композитор, автор текстов
- OneRepublic — ассоциированный исполнитель
- Тайлер Спрай — ассоциированный исполнитель, гитара
- Джон Натаниэль — сопродюсер
- Майлз Шир — исполнительный продюсер
- Рэнди Меррилл — мастеринг-инженер
- Сербан Генеа — инженер по микшированию
- Брент Катцл — программист

## Отслеживание
Тексты и музыка написаны Кирре Горвелл-Даллем, Алексом Деликатой, Алисой Вандерхейм, Джейкобом Торри, Мортеном Ристорпом, Филиппом Плестедом и Райаном Теддером.
1. Lose Somebody — 3:19